# Ангус Скрим
Ангус Скрим (енгл. Angus Scrimm; 19. август 1926, Канзас Сити – 9. јануар 2016, Лос Анђелес) био је амерички глумац, писац и новинар. Остаће упамћен по улози Високог човека у филмском хорор серијалу Фантазам.
Скрим је раних 1970-их глумио у неколико филмова углавном споредне улоге, пре него што је 1979. у хорор филму Дона Коскарелија, Фантазам, добио улогу главног антагонисте Високог човека којег је тумачио у свих пет филмова и захваљујући овој улози стекао је статус хорор иконе. Скрим је био висок 1,93 м, а да би изгледао још више док се налазио у улози Високог човека носио је ципеле са великим платформама.

## Приватни живот
Скрим је рођен 19. августа 1926. године у Канзас Ситију, као Лоренс Рори Гај. Дипломирао је на Универзитету Јужне Калифорније у одсеку везаном за драму.
Првобитно, пре него што је постао глумац, радио је као новинар за Cinema Magazine. Награђен је Наградом Греми за најбоље белешке на омоту албума класичне музике.

## Смрт
Умро је 9. јануара 2016. године у Лос Анђелесу од рака простате, у 89. години живота.

## Филмографија
| Улоге Ангуса Скрима |                             |                                         |                                     |                         |
| Година              | Српски назив                | Изворни назив                           | Улога                               | Напомена                |
| 1973                |                             | The Severed Arm                         | Поштар                              |                         |
| 1973                |                             | Sweet Kill                              | Хенри                               | потписан као Рори Гај   |
| 1973                |                             | Scream Bloody Murder                    | др. Епстајн                         | потписан као Рори Гај   |
| 1976                |                             | Jim the World's Greatest                | Џимов отац                          | потписан као Рори Гај   |
| 1977                |                             | A Piece of the Action                   | Монк                                | потписан као Лоренс Гај |
| 1979                | Фантазам                    | Phantasm                                | Високи Човек                        |                         |
| 1980                |                             | Witches' Brew                           | Карл Гротон                         |                         |
| 1984                |                             | The lost Empire                         | др. Син                             |                         |
| 1986                |                             | Chopping Mail                           | др. Карингтон                       | потписан као Лоренс Гај |
| 1988                | Фантазам 2                  | Phantasm II                             | Високи човек                        |                         |
| 1989                |                             | Transylvania Twist                      | Стефан                              |                         |
| 1990                |                             | Subspecies                              | краљ Владислас                      |                         |
| 1992                |                             | Mindwarp                                | The Seer                            |                         |
| 1994                |                             | Munchie Strikes Back                    | Кронас                              |                         |
| 1994                | Фантазам 3: Господар мртвих | Phantasm III: Lord of the Dead          | Високи човек                        |                         |
| 1997                | Господар жеља               | Wishmaster                              | наратор                             |                         |
| 1998                | Фантазам 4: Заборав         | Phantasm IV: Oblivion                   | Високи човек, Џебадијах Морнингсајд |                         |
| 2004                |                             | The Off Season                          | Тед                                 |                         |
| 2005                |                             | Masters of Horror                       | Бади                                | ТВ серија               |
| 2005                |                             | Incident on Off a Mountain Road         | Бади                                |                         |
| 2006                |                             | Automatons                              | научник                             |                         |
| 2006                |                             | Satanic                                 | dr. Barbary                         |                         |
| 2008                |                             | I Sell The Dead                         | др. Квинт                           |                         |
| 2009                |                             | Hollywood Horror                        |                                     |                         |
| 2009                |                             | Satan Hates You                         | др. Мајкл Габријел                  |                         |
| 2012                | Џон умире на крају          | John Dies at the End                    | Отац Шелнут                         |                         |
| 2014                |                             | Disciples                               | Винстон                             |                         |
| 2015                |                             | Always Watching: A Marble Hornets Story |                                     | камео улога             |
| 2016                | Фантазам 5: Уништитељ       | Phantasm: Rаvager                       | Високи човек, Џебадијах Морнингсајд | објављен потсхумно      |